# Láb
Láb es un municipio ubicado en el distrito de Malacky, en Eslovaquia. En el año 2023 la población era de 2.172 habitantes. La primera mención escrita del pueblo data del año 1206.
En el pueblo se encuentra ubicada la Nizina Záhorská (tierras bajas de Zahorie) que está situado a 11 km al sur de la ciudad de Malacky y 32 km al norte de la capital Bratislava.
Al oeste de la ciudad se encuentra la reserva natural Záhorie.
La población se refiere a la agricultura, especialmente con las verduras.

## Demografía
| Año        | 1994 | 2004    | 2014     | 2024     |
| ---------- | ---- | ------- | -------- | -------- |
| Población  | 1367 | 1387    | 1595     | 2207     |
| Diferencia |      | +1,46 % | +14,99 % | +38,36 % |

| Año        | 2023 | 2024    |
| ---------- | ---- | ------- |
| Población  | 2172 | 2207    |
| Diferencia |      | +1,61 % |